# Ordre de bataille lors de la bataille de Raab
Pour un article plus général, voir Bataille de Raab.
Ce qui suit est l'ordre de bataille des forces militaires en présence lors de la bataille de Raab, qui eut lieu le 14 juin 1809 lors de la campagne d'Allemagne et d'Autriche. La bataille oppose l'armée franco-italienne du vice-roi Eugène de Beauharnais à l'armée autrichienne de l'archiduc Jean d'Autriche.

## Armée franco-italienne

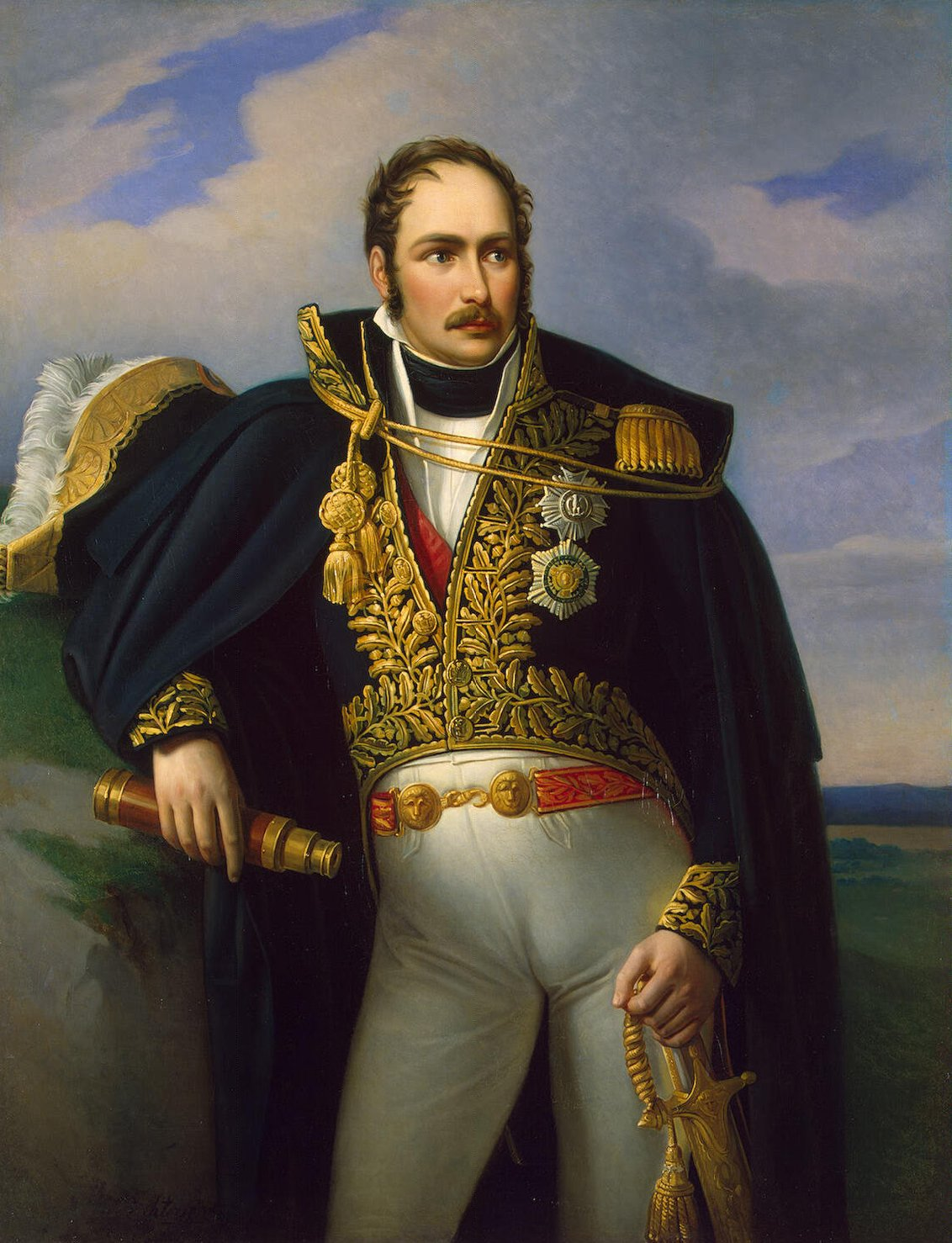
Le vice-roi Eugène de Beauharnais, commandant en chef l'armée franco-italienne. Huile sur toile de Johann Heinrich Richter, vers 1830.

Armée d'Italie : vice-roi Eugène de Beauharnais, commandant en chef — 39 902 hommes, 42 canons
- 6e corps d'armée : général de division Paul Grenier — 13 940 fantassins, 1 178 cavaliers, 12 canons, 544 canonniers et sapeurs
  - 1re division : général de division Jean-Mathieu Seras — 6 797 fantassins, 707 cavaliers, 354 canonniers
    - Brigade Moreau
      - 1er régiment d'infanterie légère
      - 35e régiment d'infanterie de ligne
      - 53e régiment d'infanterie de ligne

    - Brigade Roussel
      - 42e régiment d'infanterie de ligne
      - 53e régiment d'infanterie de ligne
      - 9e régiment de chasseurs à cheval

  - 2e division : général de division Durutte — 7 143 fantassins, 471 cavaliers, 190 canonniers
    - Brigade Valentin
      - 22e régiment d'infanterie légère
      - 23e régiment d'infanterie légère
      - 60e régiment d'infanterie de ligne

    - Brigade Bruch
      - 62e régiment d'infanterie de ligne
      - 102e régiment d'infanterie de ligne
      - 6e régiment de chasseurs à cheval

  - 1re division italienne : général Rusca
    - brigade Bertoletti
      - 4e régiment d'infanterie de ligne italien
      - Bataillon d'Istrie
      - 1er régiment d'infanterie légère italien
      - 3e régiment d'infanterie légère italien
      - Chasseurs à cheval italien

- 12e corps d'armée : général de division Louis Baraguey d'Hilliers — 7 777 fantassins, 259 cavaliers, 6 canons, 279 canonniers
  - 2e division italienne : général de division Philippe Eustache Louis Severoli — 7 777 fantassins, 259 cavaliers
    - brigade Bonfanti
      - 1er régiment d'infanterie de ligne italien
      - 2e régiment d'infanterie de ligne italien
      - 3e régiment d'infanterie de ligne italien
      - 7e régiment d'infanterie de ligne italien
      - Régiment d'infanterie dalmatien
      - 112e régiment d'infanterie de ligne
      - Dragons Napoléon italiens

    - brigades Lecci et Viani
      - Grenadiers à pied italiens
      - Chasseurs à pied italiens
      - Vélites italiens
      - Gardes d'honneur italiens
      - Dragons italiens

- Réserve de cavalerie : général de division Emmanuel de Grouchy — 5 371 cavaliers, 18 canons
  - Division de cavalerie légère : général de division Louis Pierre de Montbrun — 1 516 cavaliers, 6 canons
    - Brigade Jacquinot
    - 1er régiment de chasseurs à cheval
    - 2e régiment de chasseurs à cheval
    - 7e régiment de hussards
    - Brigade Guerib
      - 30e régiment de dragons
      - Dragons Regina italiens

  - Division de dragons : général de brigade François Guérin d'Etoquigny — 2 084 cavaliers, 6 canons
    - 3e régiment de dragons
    - 7e régiment de dragons
    - 24e régiment de dragons
    - Dragons italien Regina (Reine)
    - 1er régiment de chasseurs à cheval italien

  - Division de cavalerie légère : général de brigade Pierre David de Colbert-Chabanais — 1 771 cavaliers, 6 canons
    - 9e régiment de hussards, 3 escadrons
    - 7e régiment de chasseurs à cheval, 3 escadrons
    - 20e régiment de chasseurs à cheval, 3 escadrons

- Réserve générale : vice-roi Eugène de Beauharnais
  - 1re division : général de division Michel Marie Pacthod — 4 937 fantassins, 6 canons, 229 canonniers
    - 22e régiment d'infanterie légère
    - 1er régiment d'infanterie de ligne
    - 9e régiment d'infanterie de ligne
    - 29e régiment d'infanterie de ligne
    - 52e régiment d'infanterie de ligne

  - Division de cavalerie légère : général de division Louis Michel Antoine Sahuc — 1 280 cavaliers
    - 6e régiment de chasseurs à cheval
    - 8e régiment de chasseurs à cheval
    - 9e régiment de chasseurs à cheval

  - Division de dragons : général de division Charles Joseph de Pully — 1 470 cavaliers
    - 23e régiment de dragons
    - 28e régiment de dragons
    - 29e régiment de dragons

  - Garde royale italienne : général de division Teodoro Lechi — 1 328 fantassins, 671 cavaliers, 6 canons, 439 canonniers

- Détachés :
  - Division : général de division Jacques Alexandre Law de Lauriston — 5 494 hommes
    - Brigade von Harrant du grand-duché de Bade — 5 494 hommes
      - Leibregiment Grossherzog, (Grand-Duc) deux bataillons
      - Régiment Erb Grossherzog, (Grand-Duc Héritier) deux bataillons
      - Régiment Hochberg, deux bataillons
      - Bataillon de jägers Lingg

## Armée autrichienne

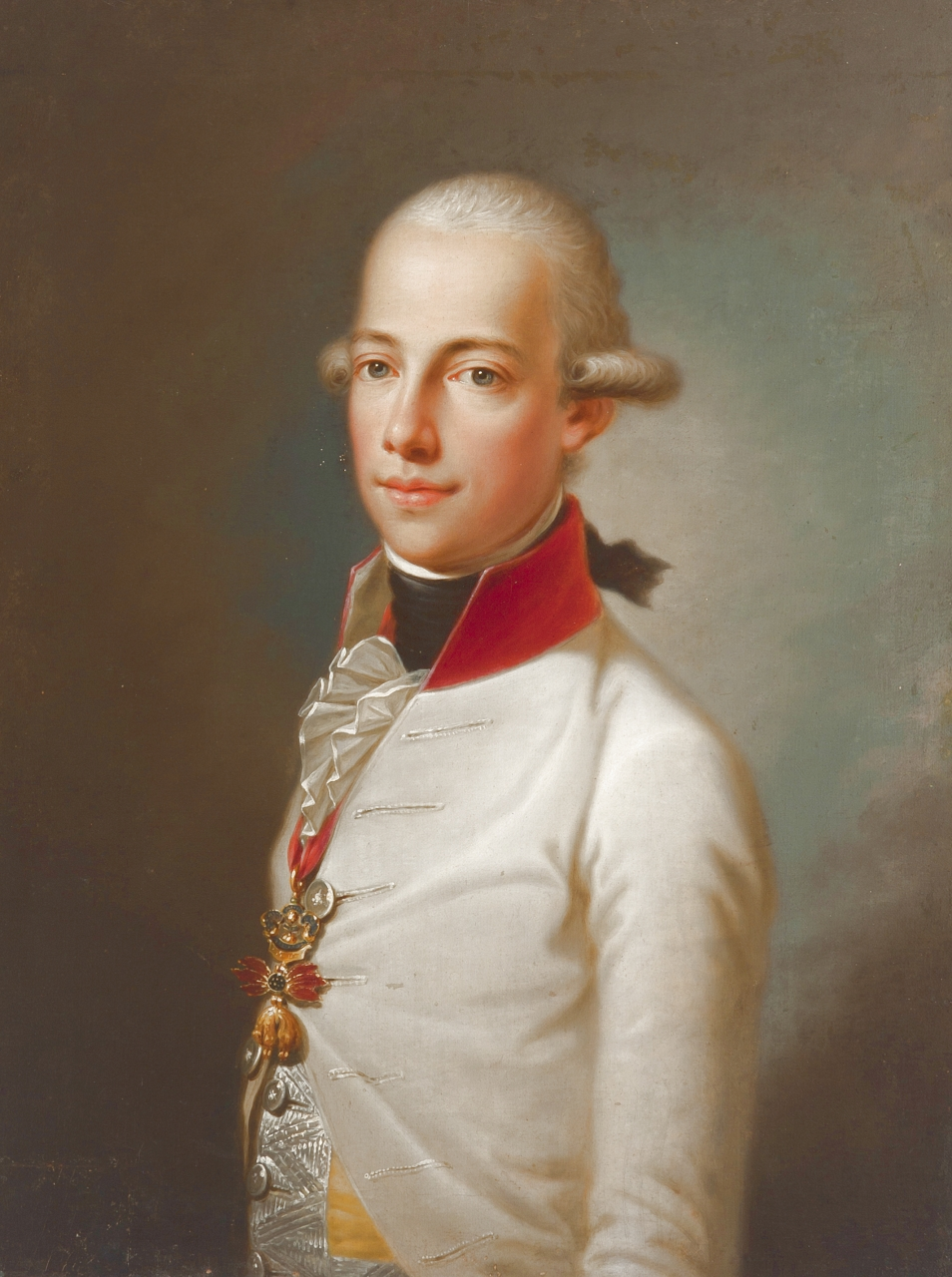
L'archiduc Jean d'Autriche, commandant en chef l'armée autrichienne en Italie. Huile sur toile de Joseph Hickel, palais de Caserte.

Armée autrichienne en Italie : General der Kavallerie archiduc Jean d'Autriche et feld-maréchal archiduc Joseph d'Autriche, commandants en chef — 35 525 hommes, 30 canons
- Aile gauche : lieutenant-général Daniel Mécsery — 5 947 cavaliers, 3 canons
  - Brigade de hussards : oberst Johann Gosztonyi — 602 réguliers et 1 740 insurgés
  - Brigade de hussards : général-major Johann Andrássy — 739 réguliers et 1 442 insurgés
  - Brigade de hussards : lieutenant-général Andreas Hadik — 1 424 insurgés
- Centre : lieutenant-général Hieronymus Karl von Colloredo-Mansfeld — 7 778 fantassins, 6 canons
  - Brigade : général-major Franz Marziani — 747 réguliers, 967 miliciens et 1 400 insurgés
  - Brigade : général-major Peter Lutz — 3 186 réguliers et 1 478 miliciens
- Aile droite : lieutenant-général Franz Jellacic — 7 517 fantassins, 6 canons
  - Brigade : général-major Ignaz Legisfeld — 1 517 miliciens
  - Brigade : oberst Ludwig Eckhardt — 1 152 réguliers et 1 700 insurgés
  - Brigade : général-major Ignaz Sebottendorf — 2 015 réguliers et 1 123 miliciens
- Cavalerie de l'aile droite : oberst Emerich Bésán — 1 546 cavaliers
  - Brigade de cavalerie : oberst Emerich Bésán — 885 réguliers et 661 insurgés
- Réserve générale : lieutenant-général Johann Maria Philipp Frimont — 7 863 fantassins, 12 canons
  - Brigade : général-major Anton Gajoli — 2 579 réguliers et 517 miliciens
  - Brigade : général-major Johann Kleinmeyer — 2 505 réguliers et 1 671 grenadiers
- Au nord de la Raab : Feldzeugmeister Paul Davidovitch — 3 980 hommes, 3 canons
  - Brigade : général-major Joseph von Mesko de Felsö-Kubiny — 3 500 fantassins insurgés et 480 cavaliers insurgés.